# لاشا باروناشفيلي
لاشا باروناشفيلي (بالإنجليزية: Lasha Parunashvili)؛ هو لاعب كرة قدم جورجي محترف من مواليد 14 فبراير 1993، يلعب كلاعب خط وسط لنادي سامتريديا في دوري إروفنولي ليجا.

## المسيرة الدولية
شارك باروناشفيلي لأول مرة مع المنتخب الوطني في مباراة ودية ضد أوزبكستان في 23 يناير 2017.

## المنتخب الوطني
بعد اللعب في فئات الشباب للمنتخب الوطني، ظهر لأول مرة مع منتخب جورجيا لكرة القدم في مباراة ودية ضد مولدوفا سيل والتي انتهت بالتعادل 2-2 بعد أهداف من تيموراز شونيا وسابا لوبجانيدزه لصالح جورجيا، وهدفين من إلدور شومورودوف لصالح أوزبكستان.
| ودية 23 January | أوزبكستان           | 2–2   | جورجيا                         | دبي, الإمارات                                                            |
|                 | Shomurodov 45'، 78' | تقرير | Shonia 69' · S. Lobjanidze 77' | الملعب: استاد ذا سيفنز الحكم: حمدان علي العلي (الإمارات العربية المتحدة) |

## الانجازات
- لاعب الموسم في نادي إسبجيرج لكرة القدم : 2021–22[4]

## روابط خارجية
- لاشا باروناشفيلي  على سكروي
- لاشا باروناشفيلي – سجل منافسات اليويفا
- لاشا باروناشفيلي على فرق كرة القدم الوطنية.كوم